# Manuel Álvarez Bravo
Manuel Álvarez Bravo, född 4 februari 1902 i Mexico City, död 19 oktober 2002 i Mexico City, var en mexikansk fotograf.
Han var gift med Doris Heyden. Han var även gift med den mexikanska fotografen Lola Álvarez Bravo.